# (100675) Chuyanakahara
(100675) Chuyanakahara es un asteroide perteneciente al cinturón de asteroides descubierto el 4 de diciembre de 1997 por Akimasa Nakamura desde el Observatorio Astronómico de Kumakōgen, Kumakōgen, Japón.

## Designación y nombre
Designado provisionalmente como 1997 XP2. Fue nombrado Chuyanakahara en honor al poeta Chūya Nakahara, compuso más de 350 poemas, muchos de los cuales se publican en dos antologías de poesía, Yagi no Uta ("Canciones de cabra") y Arishi Hi no Uta ("Canciones de los días antiguos"), ambos compilados por él mismo. El Premio Literario Nakahara Chuya fue establecido en 1996 por la ciudad de Yamaguchi, donde nació.

## Características orbitales
Chuyanakahara está situado a una distancia media del Sol de 2,614 ua, pudiendo alejarse hasta 3,287 ua y acercarse hasta 1,941 ua. Su excentricidad es 0,257 y la inclinación orbital 4,573 grados. Emplea 1544,24 días en completar una órbita alrededor del Sol.

## Características físicas
La magnitud absoluta de Chuyanakahara es 14,9. 